# Сарапульская ТЭЦ
Сарапульская ТЭЦ — небольшая электростанция (теплоэлектроцентраль), расположенная в городе Сарапул Удмуртской республики России. В 2017 году станция была продана бывшим владельцем ПАО «Т Плюс» и сейчас принадлежит «Губахинской энергетической компании».
Сарапульская ТЭЦ поставляет электрическую энергию и мощность в единую энергосистему страны и является основным источником тепловой энергии для системы централизованного теплоснабжения большей части города Сарапул. Установленная электрическая мощность — 11 МВт, тепловая — 284,7 Гкал/час.

## История
Сарапульская ТЭЦ была построена в 1944 году как электростанция для энергоснабжения эвакуированного из Москвы электрогенераторного завода (ЦЭС или Центральная электрическая станция). Строительство велось в военное время.
Станция проектировалась на сжигание твёрдого топлива, в конце 1960-х годов была переведена на сжигание мазута, в 1990 году — на сжигание природного газа.
В 1997 году был демонтирован турбоагрегат станционный номер 3, в 2009 года турбоагрегат станционный номер 1 был перемаркирован с уменьшением установленной мощности до 4,7 МВт. В результате мощность станции уменьшилась до 10,7 МВт.
В 1961 году Сарапульская ТЭЦ выделилась в самостоятельное предприятие, через три года вошла в состав Удмуртэнерго. В ходе реформы РАО ЕЭС России Сарапульская ТЭЦ вошла в состав ТГК-5, позднее присоединённой к ОАО «Волжская ТГК». В 2015 году объединённая компания была переименована в ПАО «Т Плюс». В конце 2017 в связи с убыточностью станция была продана «Губахинской энергетической компании».

## Описание
Удмуртская энергосистема и Сарапульская ТЭЦ работают в составе объединенной энергосистемы Урала. Сарапульская ТЭЦ является единственным энергоисточником Сарапульского энергоузла. Установленная электрическая мощность ТЭЦ на конец 2015 года составляет 10,7 МВт или 1,3 % от общей мощности электростанций региона. Выработка электроэнергии в 2014 г. составила 67 млн кВт⋅ч.
Сарапульская ТЭЦ работает в режиме комбинированной выработки электрической и тепловой энергии, от станции осуществляется централизованное теплоснабжение основной части города Сарапул. Установленная тепловая мощность станции — 284,7 Гкал/ч.
Основное оборудование станции включает:
- четыре паровых котла суммарной производительностью 170 т/ч;
- два турбоагрегата типа ПР-6-35.

В качестве основного топлива используется магистральный природный газ, резервное топливо — топочный мазут. Технический водозабор осуществляется из речки Сарапулка.